# Comté de Khorrambid
Le comté de Khorrambid est l'un des comtés de la province de Fars en Iran. Son centre administratif est la ville de Safashahr.

## Population
Selon le recensement de 2016, la population de ce comté était de 50 522 habitants.